# Life Is a Rock (But the Radio Rolled Me)

Life Is a Rock (But the Radio Rolled Me) est une chanson de 1974 écrite par Norman Dolph (paroles) et Paul DiFranco (musique). Elle a été enregistrée par un groupe ad hoc de musiciens de studio appelé Réunion, avec Joey Levine comme chanteur. 
Les paroles sont un rapide patter (en) de disc jockeys des années 1950, 1960 et 1970, des musiciens, des auteurs-compositeurs, des maisons de disques, et des titres de chanson et des paroles, interrompus uniquement par le chœur. Levine avait auparavant été le chanteur et co-auteur des tubes bubblegum Yummy Yummy Yummy et Chewy Chewy d'Ohio Express. Life Is a Rock a atteint la 8e place du Billboard Hot 100 et atteint le no 33 sur le UK Singles Chart.
L'outro de la chanson cite Baby I Need Your Loving de The Four Tops, Celebrate (en) de Three Dog Night, I Want to Take You Higher (en) de Sly and the Family Stone, et Uptight (Everything's Alright) de Stevie Wonder .
La piste a ensuite été reprise par Tracey Ullman en 1983, et a été présenté dans son album de 1984, You Broke My Heart in 17 Places (en).

## Classement dans les charts
| Chart (1974)           | Peak position |
| ---------------------- | ------------- |
| Canada RPM Top Singles | 2             |
| UK Singles Chart       | 33            |
| US Billboard Hot 100   | 8             |
| US Cash Box Top 100    | 7             |

| Chart (1974) | Rank |
| ------------ | ---- |
| Canada       | 41   |

 Cette chanson a été reprise par Randy Crenshaw et publiée sur l'album Disney Mickey's Dance Party 2001 sous le nom de Life Is a Rock (But the Radio Rolled Me...Again!). Le remake comprend des références non seulement aux groupes de musique actuels et passés, mais aussi aux émissions de télévision et à l'argot Internet, ainsi qu'à certains personnages de Disney.
Une version personnalisée de la chanson, Life Is a Rock, but 'CFL Rolled Me était la dernière chanson rock and roll jouée sur le show de Larry Lujack (en) sur WCFL à Chicago le 15 mars 1976, avant que la station ne passe du Top 40 au format beautiful music (en). La station rivale AM WLS avait sa propre version (Life Is a Rock, WLS Rolled Me). La version WLS a été la première chanson jouée sur WLS-FM (en) lorsque le célèbre indicatif est revenu à la station en 2008, diffusant maintenant au format classic hits (en). En 1974, la station de radio KFRC de San Francisco a également diffusé une version personnalisée de la chanson, intitulée Life Is a Rock (But KFRC Rolled Me), avec un couplet supplémentaire nommant toutes les personnalités de la station à l'époque. Le vers a été chanté par la personnalité de l'après-midi de KFRC, Chuck Buell. 980, WRC à Washington, DC avait également une version personnalisée qui était jouée en direct (c'était en fait commun parmi les grands Top 40 AMs de la journée avec des copies spéciales coupées pour leur station).
En 1988, McDonald's a produit un jingle fortement influencé par la chanson pour sa promotion $ 1000000 Menu Song. L'enregistrement de McDonald's, avec une mélodie identique et une liste rapidement proposée de menus récités dans une hauteur et un rythme monotones identiques, a été publié sous forme de cadeau de masse, sous la forme d'un single en plastique flexible à 33-1/3 tr/min,.

## Noms recensés
- B. Bumble and the Stingers
- Mott the Hoople
- Ray Charles Singers
- Lonnie Mack
- Twangin' Eddy
- "Here's my ring, we're going steady"
- Take It Easy
- I Want to Take You Higher
- Liar, Liar
- The Loco-Motion
- Poco
- Deep Purple
- (I Can't Get No) Satisfaction
- Sam Cooke
- Lesley Gore
- Ritchie Valens
- Mahavishnu Orchestra
- Fujiyama
- Kama Sutra
- Rama Lama Ding Dong
- Richard Perry
- Phil Spector
- Jeff Barry
- The Righteous Brothers
- The Archies
- Harry Nilsson
- Shimmy, Shimmy, Ko Ko Bop
- Fats Is Back
- Finger Poppin' Time
- Friends and Romans
- Brenda & the Tabulations
- Carly Simon
- Rolling Stone
- Johnny Cash
- Johnny Rivers
- Mungo Jerry
- Peter, Paul and Mary
- Mary, Mary
- Dr. John
- Doris Day
- Jack the Ripper
- Leon Russell
- Shelter Records
- Gimme Shelter
- Smokey Robinson and the Miracles
- Slide guitar
- Fender bass
- Bonnie Bramlett
- Wilson Pickett
- Arthur Janov
- The Primal Scream
- Screamin' Jay Hawkins
- Dale Hawkins
- Ronnie Hawkins
- Kukla, Fran and Ollie
- Norman, Oklahoma
- John Denver
- Donny Osmond
- J. J. Cale
- ZZ Top
- L.L. Bean
- DeDe Dinah
- David Bowie
- Steely Dan
- CC Rider
- Edgar Winter
- Joanie Sommers
- Osmond Brothers
- Johnny Thunders
- Eric Clapton
- Wah-wah pedal
- Stephen Foster
- Camptown Races
- Good Vibrations
- Help Me, Rhonda
- Surfer Girl
- Little Honda
- Tighter, Tighter
- Honey, Honey
- Sugar, Sugar
- Yummy Yummy Yummy
- CBS
- Warner Bros.
- RCA ("...and all the others")
- Remember (Walking in the Sand)
- Rock 'em Sock 'em Robots
- Alan Freed
- Murray the K
- The Fish
- The Swim
- The Boston Monkey

 La version simple à 45 tr/min s'estompe ici. La version album étendue continue, avec les références suivantes : 
- Freddie King
- Albert King
- B. B. King
- Felix Pappalardi
- Laurel and Hardy
- Randy Newman
- Aretha Franklin
- Tito Puente
- Boffalongo
- Cuba
- War
- California
- Beatlemania
- New York City
- Transylvanie
- S&G
- Bobby Vee
- SRO
- Conway Twitty
- Do Wah Diddy Diddy

Joué en medley ou prononcé sur fondu sortant : 
- Baby I Need Your Loving par The Four Tops
- Uptight (Everything's Alright) par Stevie Wonder
- Celebrate par Three Dog Night
- I Want to Take You Higher par Sly & the Family Stone